# Ronnie Båthman
Ronnie Båthman, né le 24 avril 1959 à Köping, est un ancien joueur suédois de tennis.

## Palmarès

### Titres en double messieurs
| No | Date       | Nom et lieu du tournoi  | Catégorie    | Dotation  | Surface         | Partenaire    | Finalistes                      | Score    |  |
| -- | ---------- | ----------------------- | ------------ | --------- | --------------- | ------------- | ------------------------------- | -------- |  |
| 1  | 09-07-1990 | Swedish Open Båstad     | World Series | 225 000 $ | Terre (ext.)    | Rikard Bergh  | Jan Gunnarsson Udo Riglewski    | 6-1, 6-4 |  |
| 2  | 08-07-1991 | Swedish Open Båstad     | World Series | 225 000 $ | Terre (ext.)    | Rikard Bergh  | Magnus Gustafsson Anders Järryd | 6-4, 6-4 |  |
| 3  | 19-10-1992 | CA Tennis Trophy Vienne | World Series | 280 000 $ | Moquette (int.) | Anders Järryd | Kent Kinnear Udo Riglewski      | 6-3, 7-5 |  |

### Finales en double messieurs
| No | Date       | Nom et lieu du tournoi                       | Catégorie    | Dotation  | Surface         | Vainqueurs                        | Partenaire   | Score         |  |
| -- | ---------- | -------------------------------------------- | ------------ | --------- | --------------- | --------------------------------- | ------------ | ------------- |  |
| 1  | 08-10-1990 | Riklis Israel Tennis Center Classic Tel Aviv | World Series | 125 000 $ | Dur (ext.)      | Nduka Odizor Christo van Rensburg | Rikard Bergh | 6-3, 6-4      |  |
| 2  | 04-02-1991 | Volvo San Francisco San Francisco            | World Series | 225 000 $ | Moquette (int.) | Wally Masur Jason Stoltenberg     | Rikard Bergh | 4-6, 7-6, 6-4 |  |
| 3  | 04-11-1991 | Tournoi de tennis de Birmingham Birmingham   | World Series | 450 000 $ | Moquette (int.) | Jacco Eltingh Paul Wekesa         | Rikard Bergh | 7-5, 7-5      |  |
| 4  | 14-09-1992 | Cologne Open Cologne                         | World Series | 240 000 $ | Terre (ext.)    | Horacio de la Peña Gustavo Luza   | Libor Pimek  | 6-7, 6-0, 6-2 |  |